# Werner Masseck
Werner Masseck (* 8. Juni 1914 in Bernsdorf (Oberlausitz); † 27. August 1962) war ein deutscher Politiker der DDR-Blockpartei NDPD. Er war von 1958 bis 1962 Abgeordneter der Volkskammer der DDR.

## Leben
Masseck, Sohn eines Klempnermeisters, besuchte die Volks- und Mittelschule in Bernsdorf und die Oberrealschule in Kamenz. Von 1930 bis 1933 erhielt er eine kaufmännische Ausbildung und arbeitete bis 1936 im Beruf. Er trat zum 1. Mai 1933 in die NSDAP ein (Mitgliedsnummer 1.967.210). Er leistete zunächst Militärdienst in der Wehrmacht, dann Kriegsdienst im Zweiten Weltkrieg und geriet in Kriegsgefangenschaft. 
Nach seiner Rückkehr absolvierte er von 1946 bis 1948 eine Lehre als Klempner und arbeitete als Installateur in Bernsdorf. Er wurde 1951 Mitglied der National-Demokratischen Partei Deutschlands (NDPD) und war von 1953 bis 1957 Mitglied des NDPD-Kreisausschusses Hoyerswerda. 1955 legte er die Klempner- und Installateurmeisterprüfung ab und wurde selbständiger Handwerksmeister. Ab 1956 war er Mitglied des Kreistages Hoyerswerda und Vorsitzender der Ständigen Kommission für örtliche Wirtschaft. Im Jahr 1958 wurde er Mitbegründer und Vorsitzender der Produktionsgenossenschaft des Handwerks „Ausbau“ in Hoyerswerda sowie Mitglied des NDPD-Bezirksausschusses Cottbus.
Die NDPD vertrat er als Abgeordneter in der 3. Wahlperiode der Volkskammer.

## Auszeichnungen
- 1957: Goldene Ehrennadel des Handwerks
- 1957 und 1958: Urkunde für besondere Verdienste beim Aufbau der DDR vom Rat des Kreises Hoyerswerda und vom Rat des Bezirkes Cottbus
- 1958: Ehrennadel der Nationalen Front
- Vaterländischer Verdienstorden in Bronze